# Правителство на Иван Гешов
Правителството на Иван Евстратиев Гешов е тридесет и второто правителство на Царство България, назначено с Указ № 5 от 16 март 1911 г. на цар Фердинанд Сакскобургготски. Управлява страната до 1 юни 1913 г., след което е наследено от четвъртото правителство на Стоян Данев.

## Политика
Основната цел на правителството на Народната и Прогресивнолибералната партия е подготовката на война с Турция и постигането на национално обединение. За да се избегне контролът от Народното събрание, член 17 от Търновската конституция е изменен, с което се дава възможност на монарха и правителството да сключват тайни договори. Непосредствено след това, с негласната подкрепа на Великобритания, Франция и Русия (стремежът им е да се изолира Турция от Балканския полуостров) е образуван Балкански съюз. В него влизат България, Сърбия и Гърция. По-късно към тях се присъединява и Черна гора. През февруари 1912 г. между България и Сърбия е сключен военен договор. През май 1912 г. подобен договор е сключен и между България и Гърция. При изготвянето на двата договора българската дипломация допуска грешки, които минират съюза (не са уточнени бъдещите граници с Гърция, със Сърбия се постига съгласие за поделяне на Македония и България се съгласява да поеме основната тежест от войната). В хода на военните действия грешките на монарха и българското правителство се задълбочават (не са изпратени български войски във Вардарска Македония, отхвърлено е изгодното предложение за мир преди атаката на Чаталджа и предявени са неоснователни български претенции за Солун). Успехите на българската армия в Тракия се оказват решаващи за победата на Балканския съюз над Турция. В освободените райони са организирани военни губернаторства, осигурена е и свобода на вероизповеданията.

### Обсада на Одрин (1912 – 1913)
След падането на Одрин ската крепост Високата порта отново е принудена да моли за мир. На 17 май 1913 г. е подписан Лондонският мирен договор. Според него Турция се отказва от претенциите си за територии на запад от линията Мидия – Енос и от остров Крит. Краят на войната задълбочава противоречията между съюзниците. Сърбия и Гърция се отказват от предварителните си ангажименти към България и поддържат идеята всяка страна да задържи завоюваната от нея територия. Не се вземат предвид нито националното самосъзнание на населението в тях, нито военните приноси. Българската дипломация демонстрира непримиримост и поддържа максимални искания. Опитите на държавите от Съглашението да спасят Балканския съюз завършват без успех. Русия предупреждава цар Фердинанд I, че при евентуални военни действия срещу Сърбия няма да се намеси в защита на България, ако във войната се включи и Румъния.
Турция струпва войски по българската граница, а Румъния предявява претенции за Южна Добруджа. Въпреки неизгодната международна обстановка цар Фердинанд I започва подготовка за атака на сръбските и гръцките позиции.

## Съставяне
Кабинетът, оглавен от Иван Евстратиев Гешов, е образуван от членове на Народната и Прогресивнолибералната партия.

### Кабинет
Сформира се от следните 8 министри:
| министерство                          | име | име                   | партия                      |
| ------------------------------------- | --- | --------------------- | --------------------------- |
| председател на Министерския съвет     |     | Иван Евстратиев Гешов | Народна партия              |
| вътрешни работи                       |     | Александър Людсканов  | Прогресивнолиберална партия |
| външни работи и изповедания           |     | Иван Евстратиев Гешов | Народна партия              |
| народно просвещение                   |     | Стефан Бобчев         | Народна партия              |
| финанси                               |     | Теодор Теодоров       | Народна партия              |
| правосъдие                            |     | Петър Абрашев         | Прогресивнолиберална партия |
| военен                                |     | Никифор Никифоров     | военен                      |
| търговия и земеделие                  |     | Димитър Христов       | Прогресивнолиберална партия |
| обществени сгради, пътища и съобщения |     | Антон Франгя          | Прогресивнолиберална партия |

### Промени в кабинета

#### от 1 януари 1912
С изменение на конституцията от 11 юли 1911 г. са извършени следните структурни промени:
- Министерството на вътрешните работи се преобразува в Министерство на вътрешните работи и народното здраве;
- Военното министерство се преобразува в Министерство на войната;
- Министерството на търговията и земеделието се закрива и се създава Министерство на търговията, промишлеността и труда и Министерство на земеделието и държавните имоти;
- Министерството на обществените сгради, пътищата и съобщенията се закрива и се създава Министерство на обществените сгради, пътищата и благоустройството и Министерство на железниците, пощите и телеграфите.

| министерство                                | име | име                          | партия                      |
| ------------------------------------------- | --- | ---------------------------- | --------------------------- |
| търговия, промишленост и труда              |     | Димитър Христов (упр.)       | Прогресивнолиберална партия |
| земеделие и държавни имоти                  |     | Димитър Христов              | Прогресивнолиберална партия |
| железници, пощи и телеграфи                 |     | Антон Франгя                 | Прогресивнолиберална партия |
| обществени сгради, пътища и благоустройство |     | Иван Евстратиев Гешов (упр.) | Народна партия              |

#### от 14 януари 1912
| министерство                                | име | име              | партия                      |
| ------------------------------------------- | --- | ---------------- | --------------------------- |
| търговия, промишленост и труда              |     | Христо Тодоров   | Прогресивнолиберална партия |
| обществени сгради, пътища и благоустройство |     | Димитър Яблански | Народна партия              |

#### от 1 октомври 1912
| министерство        | име | име               | партия         |
| ------------------- | --- | ----------------- | -------------- |
| народно просвещение |     | Иван Пеев-Плачков | Народна партия |

## Събития

### 1912
- 29 февруари 1912 – Балканска война: Подписан е българо-сръбски договор, поставящ основите на Балканския съюз.
- 17 септември 1912 – Балканска война: Страните от Балканския съюз започват да мобилизират своите войски
- 4 октомври 1912 – Балканска война: Османската империя обявява война на Балканския съюз.
- 5 октомври 1912 – Балканска война: България и Гърция обявяват война на Османската империя.
- 16 октомври 1912 – Балканска война: Българите Радул Минков и Продан Топракчиев извършват първата в света бомбардировка на гара Караагач край Одрин.
- 27 октомври 1912 – Балканска война: Българската Седма рилска дивизия достига Солун.
- 8 ноември 1912 – Балканска война: Българският миноносец Дръзки, командван от командир мичман I ранг Георги Купов, торпилира турския крайцер „Хамидие“.

### 1913
- 10 януари 1913 – Балканска война: Младотурците извършват държавен преврат в Турция и подновяват военните действия в Балканска война
- 13 март 1913 – Балканска война: Българската войска превзема Одринската крепост.
- 17 май 1913 – Балканска война: Подписан е мирен договор в Лондон, с който се слага край на Балканската война.